# Putineiu (Teleorman)
Pour les articles homonymes, voir Putineiu.
Putineiu est une commune du județ de Teleorman en Roumanie.